# Château de Padern

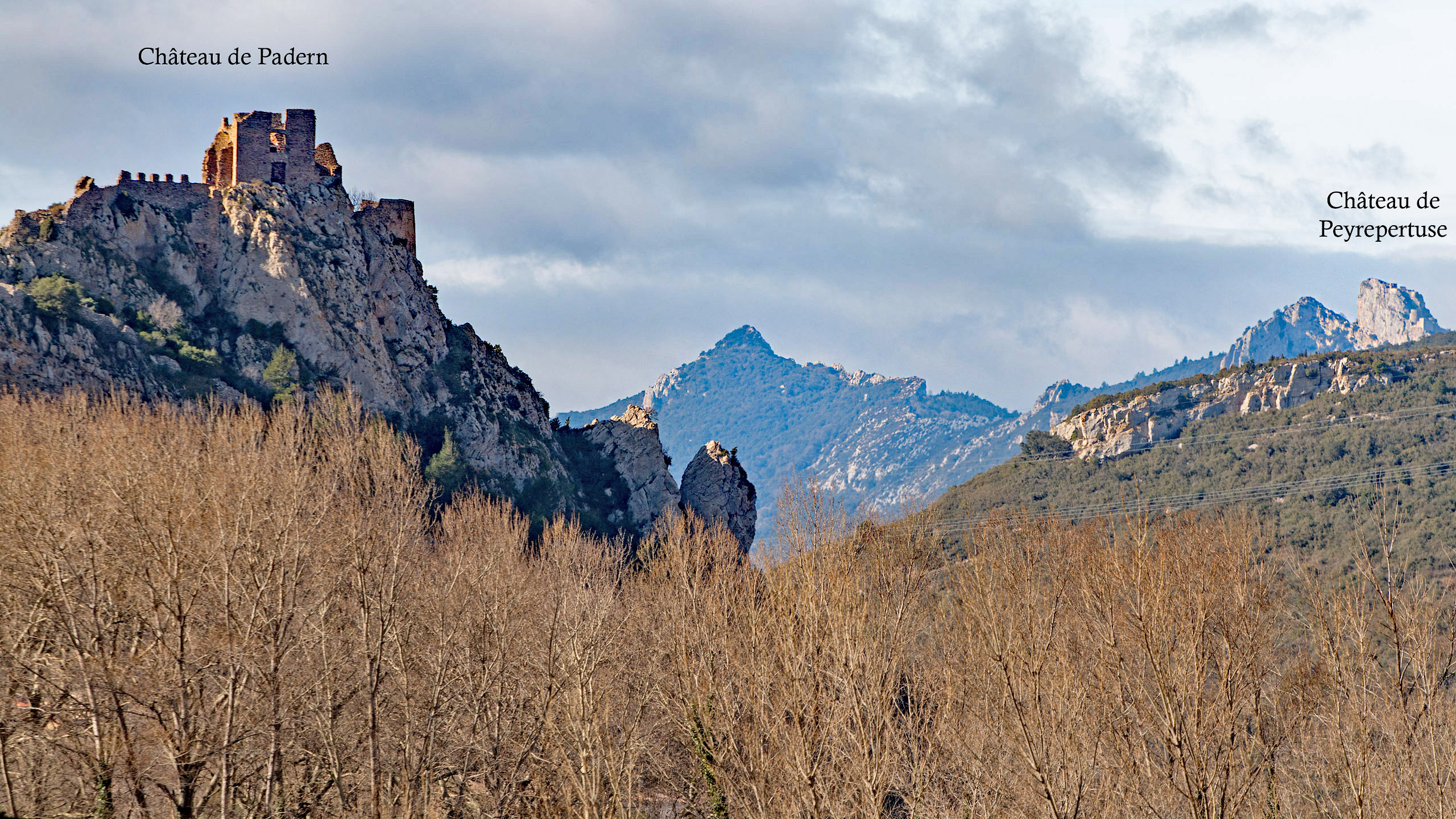
Situation du château, avec en arrière-plan le château de Peyrepertuse.

Le château de Padern surplombe le village du même nom, sur la route départementale 14 qui relie Cucugnan à Tuchan, dans le département français de l'Aude, en région Occitanie.

## Situation
Le château est construit sur les hauteurs du village de Padern sur un piton de roches calcaires qui domine le Verdouble coulant en contrebas du village. Les chemins pour y accéder sont très escarpés, ce qui en faisait un ouvrage pratiquement imprenable.
Le château de Padern est situé sur le Sentier Cathare qui relie la Méditerranée à Foix en Ariège, lieu de randonnées pédestre qui comporte 12 étapes.

## Historique

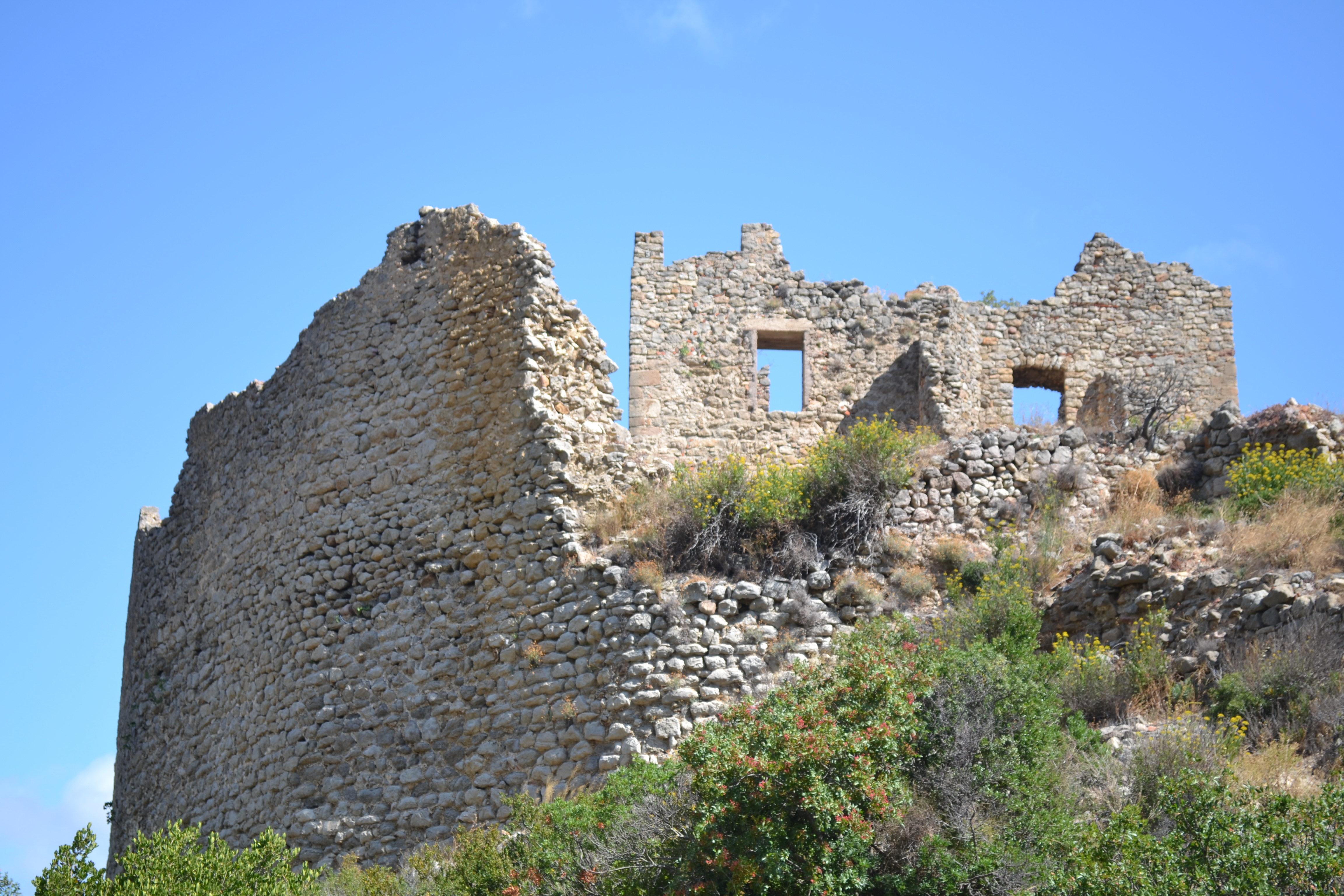
État en ruine du château

Le château de Padern est assez méconnu dans la région, car il n'a pas joué un rôle très important pendant la croisade contre les albigeois, contrairement à ses voisins de Termes, Queribus ou encore Peyrepertuse.
On ne connaît pas exactement l'année de sa construction, mais le village de Padern est cité dès 899, date à laquelle le roi Charles III dit le Simple cède le territoire à l'abbaye de Lagrasse, alors que ce dernier appartenait encore aux comtes de Toulouse, et non à la couronne de France.
La fortification est signalée pour la première fois en 1026, et on fait état d'une fortification secondaire (forcia) à Padern à la fin du XIIe siècle, placée sous le contrôle de l'abbaye de Lagrasse.
Pendant la croisade albigeoise, Chabert de Barbeira, compagnon d'armes d'Olivier de Termes, protecteur des Cathares et seigneur de Quéribus, s'empare de la place. Après la prise du Quéribus, il négocie sa liberté contre l'abandon des citadelles au roi Louis IX.
L'Abbaye de Lagrasse récupère donc le château, et en 1283, en devient officiellement propriétaire par une transaction avec le procureur du roi Philippe III de France dit le Hardi, elle en restera propriétaire jusqu'en 1579.
À la fin du XVIe siècle, après les guerres de religion, Pierre de Vic originaire de Catalogne (Gérone) fait l'acquisition du château, y fait des aménagements en conservant son aspect féodal. En 1706, les descendants revendront par la suite l'ensemble à l'Abbaye de Lagrasse qui laissera le tout à l'abandon à la fin du XVIIIe siècle.
En 1939, le conseil municipal demande sa démolition à la préfecture, le travail devant être exécuté par le génie militaire. Mais comme le château surplombe le village et que les premières maisons ne sont séparées du pied des pentes que par un chemin de 2 mètres, comme de plus les roches sont instables, le capitaine Panchetti qui vient étudier le travail à réaliser juge que l'opération est importante et très délicate, nécessitant la mise en œuvre de protections pour les maisons sous le château pour arrêter les éboulis provenant des roches et du château. Il émet un avis négatif et recommande que l'opération soit menée par une entreprise civile spécialisée.
Le coût d'une entreprise privée est probablement le facteur déterminant qui fait que la destruction n'est pas réalisée. Puis un courrier de la préfecture daté du 26 juillet 1944 informe le conseil municipal que le château est inscrit par arrêté ministériel du 3 février 1944 sur l'inventaire des sites dont la conservation présente un intérêt général, y compris ses abords.
L'inscription du château aux sites naturels a été abrogée au profit du classement en 2017 du site du "Puech de Bugarach et de la crête nord du synclinal du Fenouillèdes" englobant le château et le Grau de Padern

## Galerie de photos

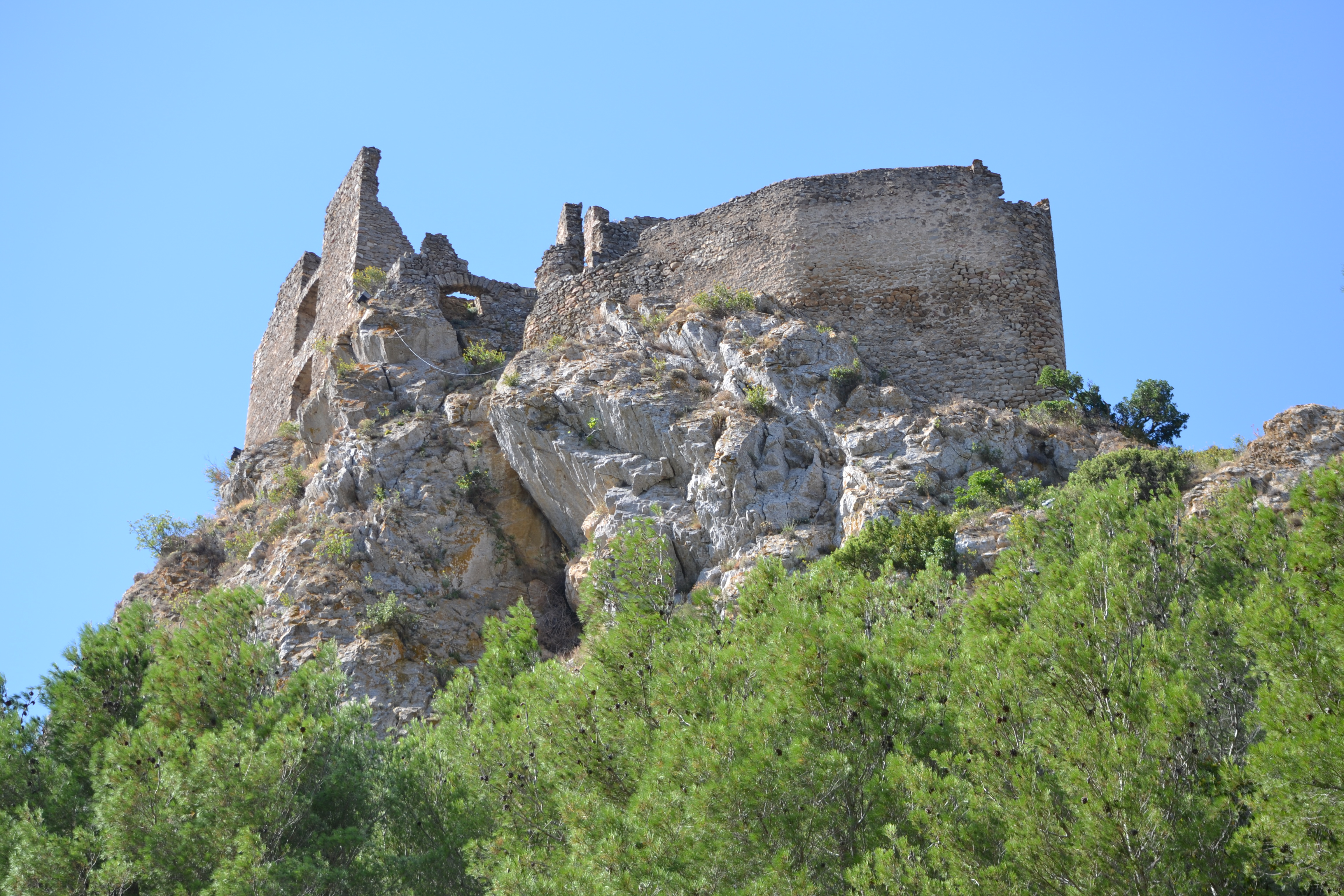
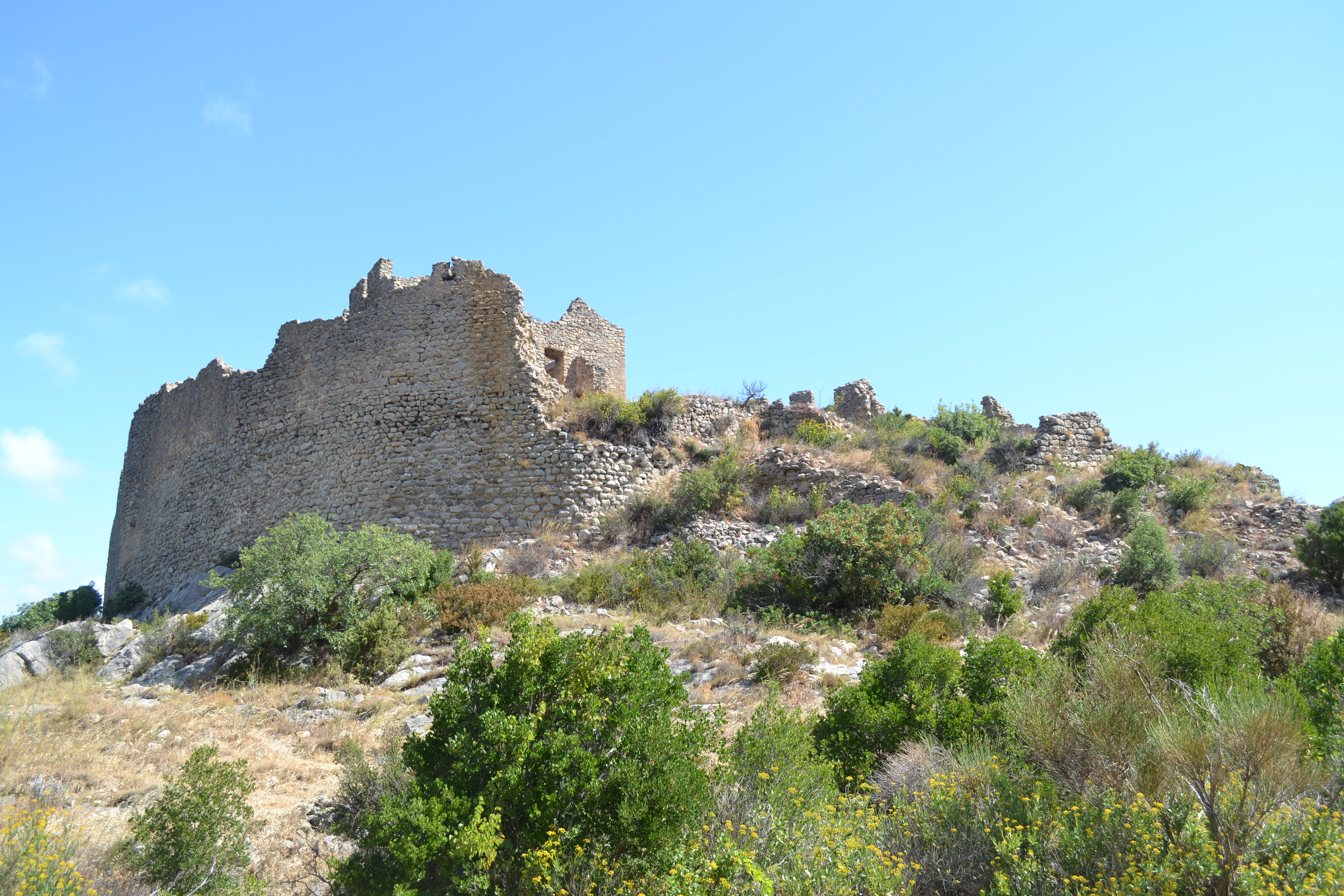
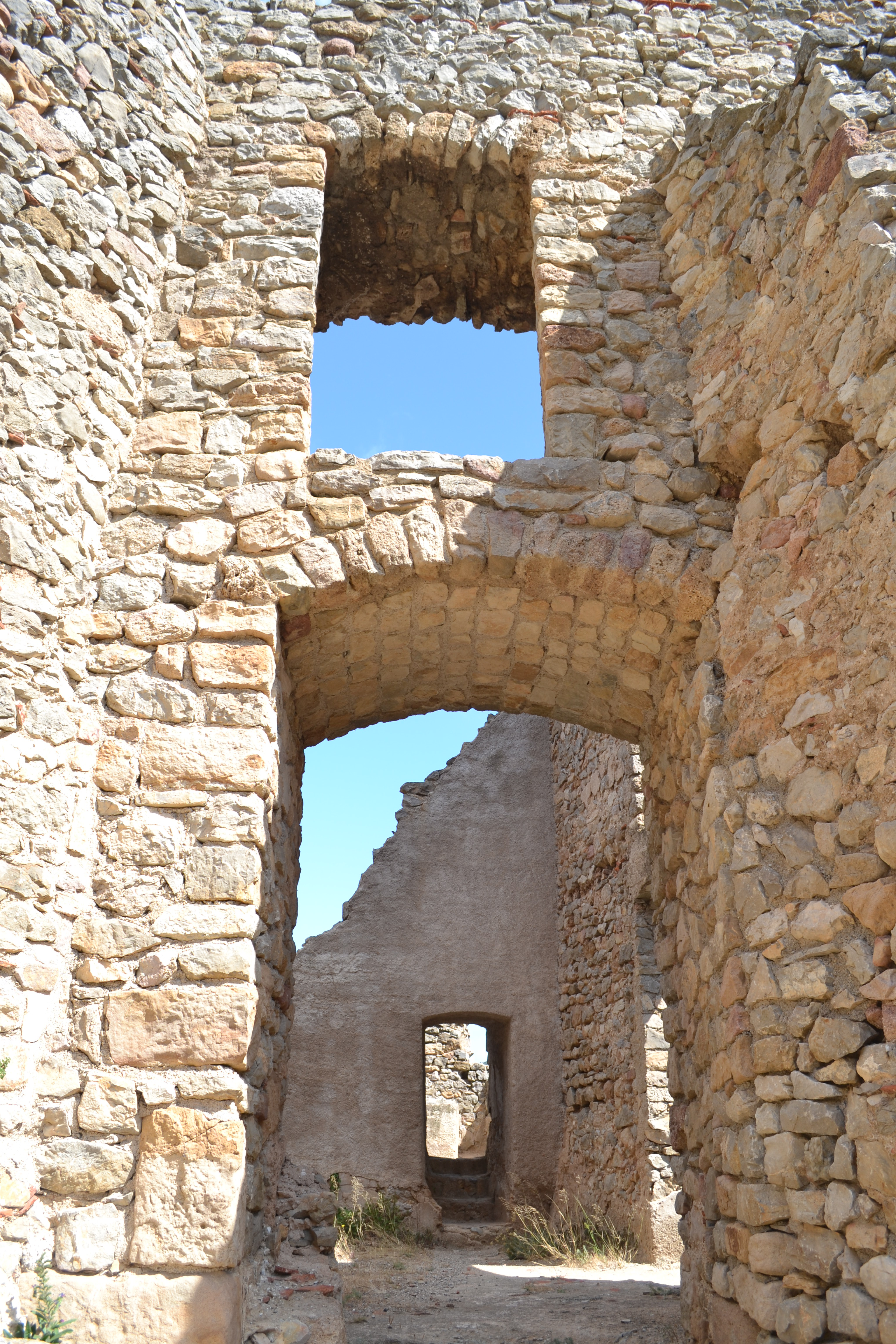
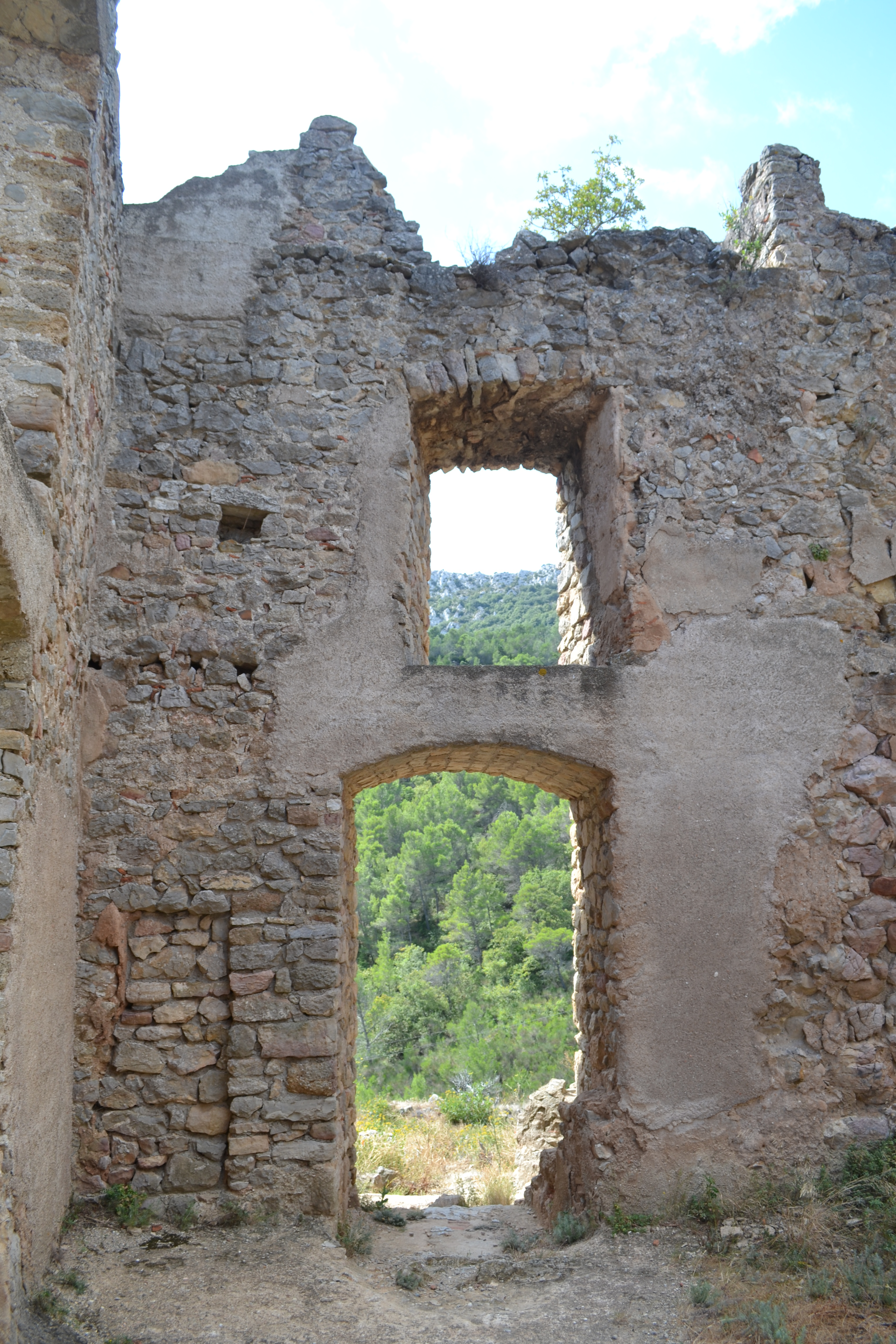